# Écosystème insulaire
 (mai 2025).
Si vous disposez d'ouvrages ou d'articles de référence ou si vous connaissez des sites web de qualité traitant du thème abordé ici, merci de compléter l'article en donnant les références utiles à sa vérifiabilité et en les liant à la section « Notes et références ».
Les écosystèmes insulaires sont des biotopes réduits, isolés et situés à distance importante du plus proche biotope similaire. Ils peuvent être une île océanique ou continentale (lacs de cratère, sommets montagneux, réserves naturelles, parcs nationaux).

## Principaux caractères écologiques
La richesse spécifique est d’autant plus grande que la surface de l’île est grande et que l’île est proche du continent.
Les peuplements insulaires sont toujours plus pauvres que les habitats continentaux similaires : 
- à Port-Cros (île de 700 ha), on dénombre 17 espèces d’oiseaux nicheurs ;
- dans le massif des Maures (700 ha), on en dénombre 38.

En moyenne, il y a plus d’espèces spécialisées et/ou localisées sur le continent. Les espèces les plus répandues et les plus abondantes auraient le plus de chances de coloniser un îlot.
Pour une même espèce, la densité de population sera plus forte sur l’île que sur le continent.
Les espèces insulaires sont plus petites chez les grandes espèces et plus grandes chez les petites espèces que leurs homologues continentaux, mais c'est rarement l'inverse. Cela se manifeste chez les oiseaux par une réduction des ailes, et chez les invertébrés et vertébrés par une réduction de la taille mais ils changent également de couleur (plus ou moins de mélanine).
Les peuplements insulaires contiennent beaucoup d’espèces sédentaires et très peu de prédateurs. Par exemple, sur l’île de Madagascar, il n’y a qu’un seul prédateur : le Fossa. En Nouvelle-Zélande, il n’y a que deux espèces de rapaces : le busard de gould et le faucon de nouvelle zélande.
La sédentarité et la compétition interspécifique forte font que les espèces insulaires sont des stratèges K qui ont élargi leur niche par rapport aux espèces continentales.

## Théorie de l’équilibre dynamique de Mac Arthur et Wilson
Si on regarde un critère tel que le nombre d’espèces, celui-ci est stable mais entre elles les espèces varient.
L’hypothèse de base est que la richesse spécifique des populations insulaires dépend de l’équilibre entre le taux d’immigration (I) et le taux d’extinction (E).
L’immigration diminue quand la richesse spécifique augmente ; au contraire, le taux d’extinction augmente car plus de compétition entraine plus de mortalité. La richesse spécifique se situe à l’intersection entre les deux courbes.
Les taux d’extinction et d’immigration sont fonction de la distance entre l’île et le continent. L’immigration est plus importante si l’île est proche et diminue avec la distance. Le taux d’extinction est plus important si l’île est petite car les interactions sont plus fortes. Si l’île est grande, le taux d’extinction diminue car il y a présence de plus de ressources et plus d’espaces pour se cacher.
On parle d’équilibre dynamique car la richesse spécifique est une constante mais la composition en espèces varie en permanence car il y a un renouvellement permanent des espèces : compensation entre les espèces qui s’éteignent et celles qui immigrent.
La richesse spécifique est moins élevée ; il y a donc une diminution de la pression de sélection, ce qui entraine une densité plus élevée ; il y a compensation par la densité. Il y a également occupation d’habitats plus variés et donc expansion de niches. Le tout entraine un phénomène de spéciation.
Le nombre d’espèces dépend donc du taux d’immigration, du taux d’extinction et du taux de spéciation (S).
S(t+dt) = St + SI+ SS - SE
Cette formule permet de calculer la richesse spécifique pour les années passées. Le problème est que cela ne tient pas compte des processus évolutifs. 
On distingue quatre phases dans la dynamique : 
1. équilibre non interactif : la densité est insuffisante pour que les espèces interagissent. L’équilibre est uniquement expliqué par les apports d’espèces.
2. équilibre interactif : présence de compétition inter-spécifique avec des relations de type prédateurs/proies ou parasites/proies ce qui entraine une augmentation du taux d’extinction.
3. équilibre de réassortiment : permet de mettre en place un écosystème mature. Il y a remplacement des espèces pionnières par des espèces spécialisées. Il y a sélection des combinaisons les mieux adaptées. Les ressources sont exploitées au maximum de leurs capacités : il y a augmentation de la richesse spécifique.
4. équilibre évolutif : adaptations génétiques. Il y a coévolution des espèces par mutations et sélection. Le taux d’extinction diminue et la richesse spécifique augmente.